# Jacob Magnus Sprengtporten
Jacob Magnus Sprengtporten (ursprungligen Sprengtport), född 10 november 1727 i Tobolsk i Ryssland, död 2 april 1786 på Biskopsudden i Stockholm, var en svensk friherre, officer och politiker som tillhörde den tidiga Gustavianska tidens mest inflytelserika militärer.
Under Pommerska kriget (1757–1762) gjorde han sig ett namn som befälhavare för en egen frikår av lätta trupper, vars seger vid Neuensund 1761 anses ha lagt grunden till Svenska arméns första jägarförband. Som ledamot av den 1766 tillsatta fästningskommissionen för Finland förordade han ett rörligt försvar och bidrog till utbyggnaden av Sveaborg.
Hans mest bestående historiska insats kom då han tillsammans med Gustav III genomförde statskuppen 1772 genom att leda den militära resningen i Finland. För sina förtjänster befordrades Sprengtporten till generallöjtnant, utnämndes till chef för Livgardet och fick ansvar för fästningsarbetena i Finland, men begärde avsked redan 1774 och levde resten av sitt liv tillbakadraget på Djurgården.

## Biografi
Sprengtporten blev 1739 volontär vid fortifikationen och 1743 blev han underofficer vid Livgardet där han avancerade till fänrik. Han tjänstgjorde vid fästningsbyggnader i Finland 1744–1750 och efter det användes han vid konungens particulaire fortifications contoire. 1755 blev han övertalig vid fortifikationen men 1757 blev han ingenjörkapten vid Livgardet och överadjutant hos generallöjtnant Axel von Fersen. År 1759 blev han major i armén, 1761 överstelöjtnant vid kavalleriet och 1762 vid husarkåren samt 1769 överste för Nylands och Tavastehus dragonregemente jämte Karelska skvadronen. 1766 upphöjdes han till friherre.
Under pommerska kriget (1757–1762) fick Sprengtporten ett erkännande som en av arméns bästa officerare. 1761, då Ehrensvärd var överbefälhavare, bildade Sprengtporten en särskild frikår bestående av lätta trupper, den så kallade Sprengtportenska frikåren. Kåren, som kan tillskrivas för att vara svenska arméns första egentliga jägarförband, segrade samma år vid Neuensund och stormade staden Malchin.
Efter fredsslutet gällde hans ord såväl vid riksdagarna som i militära frågor. Som medlem av den 1766 tillsatta fästningskommissionen för Finland skrev han ett betänkande om Finlands försvar som bland annat gick ut på att den finska armén så långt det var möjligt skulle ställas på lätt fot. Förslaget antogs av kommissionen och godkändes 1769 av regeringen.

### Gustav III:s statskupp
Sprengtporten räknades som en av hattarnas ledande män, men det var dock först vid 1771–1772 års riksdag som han på ett avgörande sätt började ingripa i händelsernas gång. Trött vid den fortgående riksdagsoredan, närmade han sig under våren 1772 Gustav III och bildade med hans samtycke en riksdagsklubb kallad "Svenska botten" som bestod av ett antal adelsmän som var fast beslutna att med konungens hjälp störta ståndsväldet. Sedan klubben övertygat konungen lade Sprengtporten fram en revolutionsplan i vilken han själv skulle ta första steget genom att framkalla en militärrevolt i Finland. Konungen gillade planen och gav Sprengtporten ett utkast till ny regeringsform vilket han i huvudsak godkände även om han tyckte "att herren tämligen skansat omkring sig". Slutligen fick han en skriftlig order från konungen där all planering godkändes. Försedd med detta mandat, gav sig Sprengtporten av till Finland den 29 juli men förberedelserna tog lång tid och det dröjde till 14 augusti innan han kunde skrida till verket.
Han övertog befälet över ett kompani lätta dragoner som stod invid Borgå. En mindre kommendering skickades för att skära av förbindelsen mellan Sveaborg och fastlandet. Sprengtporten, hans bror Göran Magnus  och större delen av truppen steg ombord på en jakt på väg till Sveaborg men på grund av motvind så dröjde det två dagar innan de nådde fästningen. Inom några timmar intog de öarna och Sprengtporten utropade sig själv till herre över Helsingfors.
Soldaterna och officerarna avlade en av Sprengtporten författad trohetsed till konungen. Därefter stannade han i Finland under en tid, sysselsatt med att genomföra revolutionen i hela landet och med att vidta förberedelser för expeditionen till Stockholm. Den 28 augusti lämnade han Helsingfors med en liten eskader och omkring 800 man men anlände först 7 september till Stockholm där revolutionen då redan var slutförd.

### Efter kuppen
Konungen mottog honom med de största nådebevisningar. Sprengtporten utnämndes till generallöjtnant och till överste för Livgardet och behöll befälet över lätta dragonerna samt erhöll efter Augustin Ehrensvärds död ledningen över fästningsarbetena i Finland. Men trots detta blev han allt bittrare med tiden. Den självständige, kärve och misstänksamme mannen trivdes inte med hovlivet, mycket på grund av att konungens eget handlingssätt gav honom en mängd anledningar till missnöje. Han bad förgäves om att åter få bosätta sig i Finland men det beviljades inte. Eftersom revolutionen inte ledde till vad han personligen hade hoppats på steg hans missnöje. Han trodde sig i muntliga och skriftliga yttranden, speciellt i Michelessis beskrivning av revolutionen, få kritik för att ha kommit för sent. Även sviktande hälsa bidrog till hans missnöje.
Överallt vädrade han intriger och förföljelse, och i sin självbiografi skriver han att det var "liksom hade hela världen conspirerat emot mig". En dag på våren 1773 tog sig hans misstänksamhet utlopp i en avskedsansökan, åtföljd av bittra förebråelser mot kungen. Men Gustav III tog saken lugnt och fick honom att ta reson, dock endast för en tid.
Slutligen, på vårvintern 1774, inträffade en förveckling som föranledde Sprengtportens tillbakaträdande. Ett slagsmål hade pågått mellan lätta dragoner, gardister och brandvakter. Utan hänsyn till gardets gamla privilegium, att straff endast kunde utdömas av en krigsrätt, formerad inom dess egen kår, kommenderade Sprengtporten en dragonofficer att sitta med i krigsrätten. Då dragonofficeren i mars 1774 infann sig i krigsrätten, blev han avvisad. Sprengtporten klagade förgäves och såväl kungen som rådet uttalade sig emot honom och redan samma dag lämnade han återigen in en avskedsansökan. Sprengtportens nya avskedsansökan var inte mindre sårande för kungen än den förra. Generalen förebrådde Hans Maj:t i indirekta ordalag både orättvisa och otacksamhet. Gustav sade till Carl Fredrik Scheffer att han nu i "halvtannat år tålt av Sprengtporten vad en enskild man icke skulle tåla". Kungen återställde ansökningen och bad i ett brev generalen att ta sitt förnuft till fånga och inte förstöra sin framtid. Sprengtporten bad om förlåtelse, men förnyade efter några dagar sin anhållan i mildare form och fick den beviljad.
Med avskedet följde ett pensionsbrev där Sprengtporten erhöll en extra pension på 30 000 daler silvermynt årligen. Det var sannolikt den största pension som dittills förekommit i Sverige. Kungen underrättade Sprengtporten om pensionen genom ett nytt brev, i vilket han försäkrade generalen om sin oföränderliga vänskap och tacksamhet och förklarade att det var honom ensam näst Gud "som den äran tillkom att hava frälsat vårt gemensamma fädernesland". Sprengtporten skickade dock tillbaka pensionsbrevet och anhöll som en nåd, att kungen skulle sätta ned beloppet till en mindre summa. Men kungen förklarade att pensionen i alla fall skulle utgå för hans arvingars räkning så länge han levde.
I ensamheten efter sitt avskedstagande blev Sprengtporten allt bittrare till sinnes. Bitterheten tärde på hans hälsa, som blivit rubbad genom en svår blessyr i vänstra axeln som han fått i pommerska kriget. Det hade dröjt över ett år innan den läktes, och sedan gick den ideligen upp igen. Vid samma tillfälle hade han också fått en nervchock, och som minne av vad han genomgått drogs han med hjärtlidande och spasmer. Han levde i en ständig ångest för att hans hjärta skulle brista. Musik var det enda som förmådde döva hans plågor. En badresa, som han företog till Aachen och Spa, hjälpte inte. Han återkom därifrån på hösten 1774 sjuk till kropp och själ.
Sprengtporten bodde efter hemkomsten i Villa Bergsjölund på Djurgården i Stockholm, där han levde som enstöring. Han riktade mot sig själv, sin omgivning och konungen skarpa förebråelser. I en skrivelse varnade han bland annat kungen i stränga och allvarliga ord för hans flärd och ytlighet och påminde honom om att ett gott eftermäle endast kan vinnas genom goda gärningar. Konungen besökte senare den ensamme mannen. 
År 1781 inkom han med en ansökan att, vid sidan av den stora pension han åtnjöt av konungen, även erhålla såväl pension som ersättning för sitt översteackord av arméns pensionskassa. Kassans styrelse avstyrkte bådadera, men kungen biföll Sprengtportens ansökan med förklaringen att generalens förtjänster var så utmärkta att han stod över alla regler. Sprengtporten fann det i resolutionen begagnade ordet "utmärkta" tvetydigt och önskade ett annat uttryck. Även det beviljades. Men inte heller nu var han nöjd. Resolutionen var i alla fall skymflig för honom, påstod han och misstänkte att kungen med avsikt begagnat tvetydiga ordalag. Nu duggade det inlagor, och konungen orkade till slut ingenting annat göra med dem än lägga dem till handlingarna. Då började Sprengtporten i sina skrivelser inblanda hotelser: Gud skulle hämnas hans lidande; han ville avstå från allt som han mottagit av kungen och flytta utomlands, med mera. Till sist blev han alldeles ursinnig och inlämnade på hösten 1783 ett brev till kungen. I brevet skyllde han sitt livs stora olycka på att han riskerat sitt huvud "för att skaffa mera makt åt en orättvis och grym härskare, som lönat mig därför med att förbittra min levnad och taga livet av mig. Jag önskar", skriver han, "att minnet av Er grymhet aldrig lämnar Er utan varje stund för Er framkallar bilden av en döende gubbe, mördad på vägen till sin dödsbädd av en barbarisk hand." På högre ort fruktade man nu för att Sprengtporten skulle ta sig för brottsliga handlingar och lät övervaka honom.
Ibland kom han upp på slottet och uppträdde så märkligt att man misstänkte att hans förstånd var rubbat. En gång infann han sig i drabantsalen, klädd som en kväkare i en lång igenknäppt vit rock och med håret vilt och tovigt. Ängslig för att han inte skulle bli mottagen, gick han garderobsvägen och lade sig mitt i trappan så att de passerande måste kliva över honom. Efter två timmars väntan fick han audiens i lilla sängkammaren. Knappt hade han kommit in, förrän han kastade sig på knän och ansikte ned för kungens fötter, och det upprepade han flera gånger. Gustav försökte få honom att ta reson, men när kungen hållit på med det i en hel timme utan resultat, måste han själv gå för att bli av med besökaren. Dagen efter audiensen skrev Sprengtporten ett förtvivlat brev till konungen, som svarade i tröstande ordalag.
Mot slutet av sitt liv var Sprengtporten sysselsatt med att författa sin självbiografi som finns bevarad oavslutad i manuskript.
Han avled ogift och ligger begravd i Riddarholmskyrkan.